# Nesles-la-Montagne
Nesles-la-Montagne é uma comuna francesa na região administrativa de Altos da França, no departamento de Aisne. Estende-se por uma área de 17,21 km². Em 2010 a comuna tinha 1 268 habitantes (densidade: 73,7 hab./km²).